# A két pápa
A két pápa (eredeti címén The Two Popes) 2019-ben bemutatott nemzetközi koprodukcióban készült fikciós filmdráma, Fernando Meirelles rendezésében. A forgatókönyvet saját dokumentarista könyvéből Anthony McCarten írta. Főszerepben a XVI. Benedek pápát alakító Anthony Hopkins és a Jorge Mario Bergoglio bíborost – a későbbi Ferenc pápát – megszemélyesítő Jonathan Pryce látható.
A Telluride Filmfesztiválon mutatták be 2019. augusztus 31-én, majd néhány moziban az Egyesült Államokban november 27-én, az Egyesült Királyságban november 29-én, Magyarországon december 12-én. A film forgalmazója a Netflix.

## Cselekmény
2005 áprilisában, II. János Pál pápa halála után, Jorge Mario Bergoglio bíboros, a Buenos Aires-i főegyházmegye érseke a Vatikánba érkezett a pápaválasztásra. Bergogliót több bíboros is szívesebben látta volna befutó jelöltként, mint az abszolút esélyes német Joseph Ratzingert, de végül az utóbbit választották meg, aki a (XVI.) Benedek nevet vette fel.
Hét évvel később a vatikáni kiszivárogtatási botrány miatt a pápa erkölcsileg nehéz helyzetbe kerül, és rengetegen vádolják őt azzal, hogy kulcsszerepet töltött be a napvilágra jutott botrányos eseményekben.
Bergoglio szeretne lemondani bíborosi pozíciójáról és visszavonulni, de Benedek pápa nem válaszol a leveleire. Ezért úgy dönt, vesz egy repülőjegyet Rómába, hogy személyesen közölje a pápával a kérését. Éppen ezzel egy időben egy meghívó érkezik a pápától, melyben Bergogliót Rómába hívja. Bergoglio és a pápa a Castel Gandolfó-i nyári rezidencián találkoznak. Beszélgetni kezdenek, és már ekkor vita alakul ki köztük Isten és az egyház szerepéről. Bergoglio győzködi a pápát, hogy fogadja el a lemondását, amit Benedek dühösen utasít vissza azzal, hogy ha ezt megtenné, az kvázi bizalmatlansági indítvány lenne vele szemben, és a katolikus egyházat gyengítené. Nézetkülönbségeik ellenére Benedek megkéri Bergogliót, hogy maradjon nála vacsorára is.
Este Bergogliót áthívják abba a szobába, ahol Benedek a szabadidejét szokta tölteni. Beszélgetésbe kezdenek, és hamar kiderül, hogy nézetkülönbségeik ellenére jól megértik egymást. Benedek arról kezd el mesélni, mennyire szereti a zenét és a Rex felügyelő című sorozatot – Bergoglio pedig arról mesél a pápának, hogy hogyan döntötte el, hogy pap lesz, hogyan csatlakozott a jezsuitákhoz, és hogyan ismerte meg Jálics Ferencet és Orlando Yoriót, akik később a barátaivá váltak.
Másnap, Rómába visszatérve, a Sixtus-kápolnában találkoznak, még a látogatók érkezése előtt, ahol Benedek bevallja Bergogliónak, hogy le akar mondani a pápaságról. A megdöbbent Bergoglio az egyház hagyományaira és felelősségére emlékezteti a pápát, és megpróbálja meggyőzni arról, hogy ne tegye. Benedek ekkor elmondja, hogy megváltozott a hozzáállása, és úgy véli, már szükséges a változás. Véleménye szerint akár Bergoglio is lehetne az utódja, hiszen a 2005-ös választás idején ő volt a második esélyes, ő viszont nem tartja magát erre alkalmasnak, az 1976-os argentin katonai puccs idején betöltött szerepe miatt, amikor nem tudta megvédeni a barátait, és a juntával sem tudott szembeszállni. Paptársai és hívei közül sokakat megkínoztak, meggyilkoltak. A rezsim bukása után emiatt megtépázódott a tekintélye, a diktatúrával való kollaborációval vádolták, és száműzték őt közel tíz évre vidékre, ahol a legszegényebbek papjaként szolgált és vezekelt. Ugyan Jálics Ferenccel később kibékültek, de Yorióval már nem volt erre lehetősége, s ez a mai napig bántja őt. Benedek ezt kvázi gyónásnak tekintve feloldozza őt, ezután Bergoglio javaslatára pizzát esznek, majd Benedek is bevallja, ami őt nyomasztja: egy ideje már nem hallja Isten hangját – ő szól hozzá, de az nem válaszol. Elmondja, hogy felelősnek érzi magát, mert korábban egy pedofil papot az egyház tekintélyét megóvandó nem vont felelősségre, csak áthelyezte, hozzásegítve további bűnök elkövetéséhez. Bergoglio ezt végighallgatva szintén feloldozza a pápát. Ezt követően a kápolna látogatói között átvágva távoznak, Benedek kérésére a testőrök nem avatkoznak közbe, így Benedek pápa fogadhatja az emberek szeretetét és tiszteletét.
Mielőtt Bergoglio hazautazna Argentínába, még megmutatja a pápának, hogyan kell tangózni. Egy évvel később láthatjuk, ahogy XVI. Benedek lemond, Bergogliót pedig pápává választják Ferenc néven. Barátsága Benedekkel a jövőben is megmarad, a film záró képsoraiban a 2014-es labdarúgó-világbajnokság döntőjét, a Németország–Argentína mérkőzést nézik együtt.

## Szereplők
| Szerep                        | Színész            | Magyar hang       |
| ----------------------------- | ------------------ | ----------------- |
| Jorge Mario Bergoglio bíboros | Jonathan Pryce     | Dunai Tamás       |
| Fiatal Jorge Mario Bergoglio  | Juan Minujín       | (eredeti nyelven) |
| XVI. Benedek pápa             | Anthony Hopkins    | Szersén Gyula     |
| Peter Turkson                 | Sidney Cole        | (eredeti nyelven) |
| Jálics Ferenc                 | Lisandro Fiks      | (eredeti nyelven) |
| Amerikai újságíró             | Thomas D. Williams | (eredeti nyelven) |
| Esther Ballestrino            | Maria Ucedo        | (eredeti nyelven) |

## Háttér és forgatás
2017. szeptember 6-án a Netflix bejelentette, hogy Anthony McCarten forgatókönyvéből és Fernando Meirelles rendezésében filmet készítenek a római egyházról, középpontban XVI. Benedek pápával és Jorge Mario Bergoglióval, a későbbi Ferenc pápával. A két főszerepre Anthony Hopkinst és Jonathan Pryce-t kérték fel. A forgatás novemberben kezdődött Argentínában, majd 2018 áprilisában Rómában folytatódott.

## Forgalomba hozatal
A film világpremierjét a Telluride Filmfesztiválon, 2019. augusztus 31-én tartották. 2019. szeptember 9-én bemutatták a Torontói Nemzetközi Filmfesztiválon is. A Netflix korlátozott számban járult hozzá a film mozikban való vetítéséhez az Egyesült Államokban 2019. november 27-től, az Egyesült Királyságban november 29-től. Ezt követően 2019. december 20-án kezdte meg sugárzását saját csatornáján.

## Fogadtatás

### Bevétel
Noha a Netflix rendszerint nem hozza nyilvánosságra filmjeinek költségvetését, az IndieWire becslése szerint A két pápa körülbelül 32 000 dollár bevételre tett szert a nyitó hétvégéjén, és összesen 48 000 dollárt az ötnapos hálaadás nyitó hétvégéjén. A webhely azt írta, hogy a mozik látogatottsága szerényebb volt a vártnál, főként New Yorkban és Los Angelesben. A film becslések szerint 50 000 dollárt termelt 19 moziban a második hétvégéjén, és 200 000 dollárt 150 moziban a harmadikon.

### Kritikai visszhang
A Variety filmes magazin szerint A két pápa „váratlan sláger” volt a Telluridei Filmfesztiválon bemutatott premierjén, dicséretet kapott humoráért és a két főszereplő színészi játékáért. A Rotten Tomatoes oldalán 141 kritikus véleménye alapján 89%-os értékelést kapott, a Metacritic oldalon pedig a film súlyozott átlagértéke 75 a 100-ból.
A két pápa négy jelölést kapott a 77. Golden Globe-gálára legjobb filmdráma, legjobb férfi főszereplő, legjobb férfi mellékszereplő és legjobb forgatókönyv kategóriákban.

## Magyarul
- Anthony McCarten: A két pápa. Ferenc, Benedek és a döntés, amely megrázta a világot; ford. Farkas Veronika; Agave Könyvek, Bp., 2019

## További információ
- Hivatalos oldal
- A két pápa a Facebookon
- A két pápa a PORT.hu-n (magyarul)
- A két pápa az Internet Movie Database-ben (angolul)
- A két pápa a Rotten Tomatoeson (angolul)
- A két pápa a Box Office Mojón (angolul)